# Konrad Puk

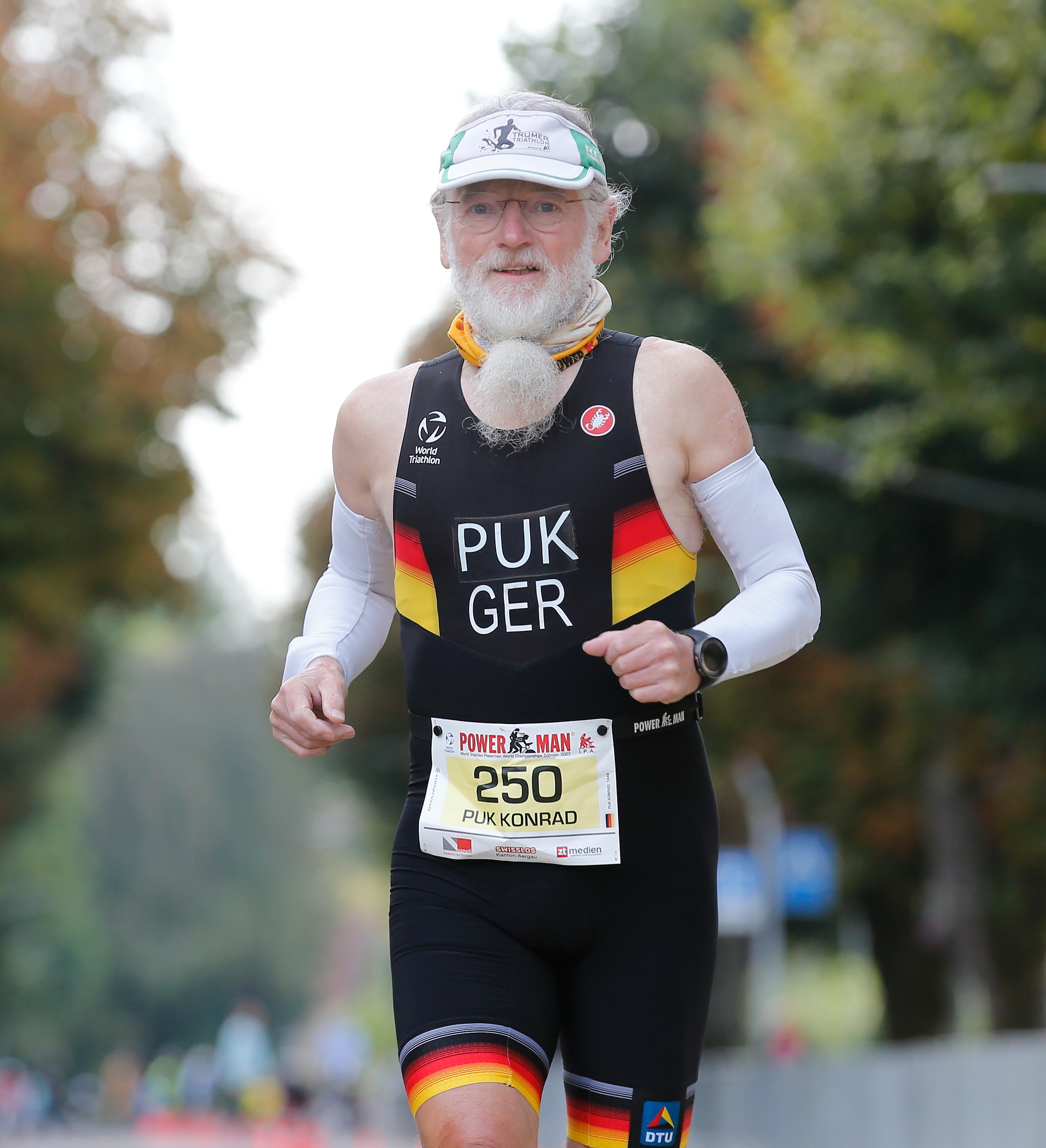
Konrad Puk 2023

Konrad Puk (* 24. August 1948 in Zusmarshausen) ist ein deutscher Ausdauersportler. Seine größten Erfolge errang er bei der Duathlon WM in Zofingen. Er startet für den RSLC Holzkirchen und den SV Grün-Weiß Holzkirchen.

## Leben
2001 absolvierte Konrad Puk im Alter von 53 Jahren seinen ersten Triathlon in Bad Tölz. Er gewann seine Altersklasse auf Anhieb. Nach einem Beinbruch im selben Jahr musste er für zwei Jahre mit dem Sport pausieren. 2008 absolvierte er seine erste Kurzdistanz beim Alpen Triathlon in Schliersee. 2012 wechselte er auf die Mitteldistanz.
2014 startete Konrad Puk zum ersten Mal auf der Triathlon-Langdistanz beim Challenge Roth und erreichte mit 13:05 h, Platz 1818 und den dritten Platz in seiner Altersklasse. Gleichzeitig wurde er damit deutscher Vizemeister über diese Strecke und in seiner Altersklasse. 2015 startete er erneut, musste jedoch nach dem Radfahren das Rennen vorzeitig beenden. 2022 und 2023 gewann er jeweils als zweitältester Teilnehmer im Feld seine Altersklasse.
2015 startete Konrad Puk erstmalig bei der Duathlon-Langdistanz Weltmeisterschaft beim Powerman Zofingen. Auf Anhieb wurde er Vizeweltmeister hinter dem Neuseeländer Richard Sweetman. 2018 konnte er diesen Erfolg wiederholen und wurde erneut Zweiter. 2023 wurde er Sieger seiner Altersklasse in Zofingen.
Seit 2015 startet Puk als Mitglied der Altersklassen-Nationalmannschaft der Deutschen Triathlon Union. 2019 erlitt Konrad Puk einen schweren Radunfall mit zahlreichen Brüchen, darunter im Bereich der Halswirbelsäule. 2020 konnte er nach intensiver Reha wieder Sportwettkämpfe absolvieren.
2021 bewältigte er die Triathlon-Langdistanz Challenge Roth und die Duathlon Langdistanz Powerman Zofingen innerhalb von 14 Tagen.
2022 absolvierte er mit dem Powerman Duathlon in Zofingen sein 100. Rennen. In 11:36:38 Stunden belegte er im Feld von 86 Teilnehmern Platz 86 und den dritten Platz in seiner Altersklasse 70.